# Héraldique canadienne

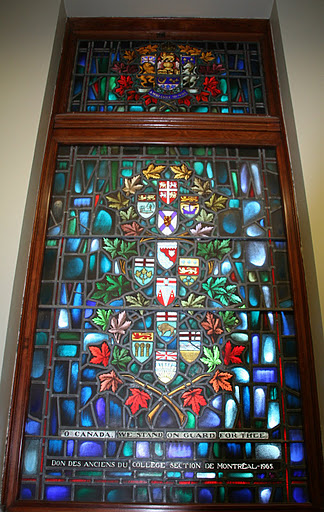
Un vitrail avec les armoiries du Canada, des provinces et territoires.

L'héraldique canadienne est héritière des traditions héraldiques britanniques enrichies par l'héraldique française et les symboles et emblèmes autochtones et immigrés. L'héraldique est présente au Canada depuis les XVe et XVIe siècles et comprend les armoiries du Canada, des provinces et territoires, des municipalités, des personnes ou des sociétés et organismes.
Avant 1988, le College of Arms anglais et le Lord Lyon écossais étaient compétents pour attribuer des armoiries au Canada. Depuis, l'Autorité héraldique du Canada a été créée, faisant du Canada le premier pays du Commonwealth à exercer lui-même cette compétence.

## Histoire

Les armes de Charles Le Moyne, sieur de Longueuil sont aujourd'hui celles de la ville de Longueuil (Québec).

L'histoire de l'héraldique européenne au Canada débute avec la colonisation française au XVIe siècle. À l'époque, certains des administrateurs ou colonisateurs de la Nouvelle-France apportent avec eux leurs armoiries françaises. Le traité de Paris de 1763, par lequel la France cède le Canada à la Grande-Bretagne, reconnait les honneurs accordés par le roi de France, dont les armoiries.

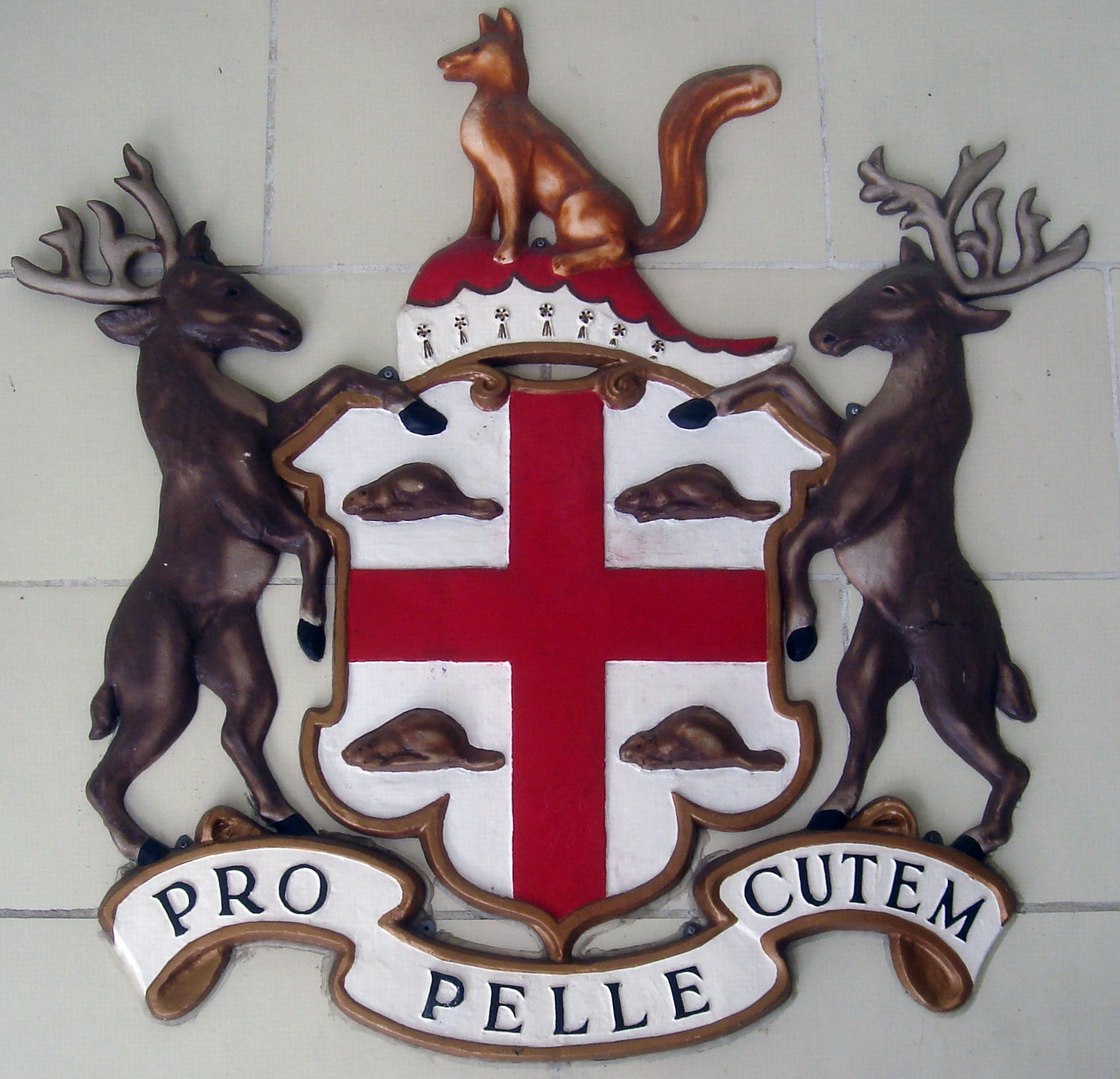
Les armoiries de la Compagnie de la Baie d'Hudson date de 1671.

Précédemment, en 1625, Charles Ier, roi d'Angleterre et d'Écosse, accorde des armes à la colonie de Nouvelle-Écosse. Ce sont les premières armoiries concédées à une province d'outre-mer au sein de l'Empire britannique. En 1637, des armoiries sont accordées à la Company of Adventurers to Newfoundland : elles deviennent les armoiries de Terre-Neuve en 1920. Les armoiries de la Compagnie de la Baie d'Hudson sont en usage depuis 1671.
En 1868, un an après la Confédération, la reine Victoria accorde des armoiries aux quatre premières provinces (les armoiries néo-écossaises de 1625 semblent avoir été oubliées). À l'époque et jusqu'en 1988, les Canadiens ou les organismes qui souhaitent acquérir ou enregistrer des armoiries doivent solliciter le College of Arms à Londres (ou le Lord Lyon pour les personnes d'origine écossaise).
Le 4 juin 1988, une lettre patente transfère l'autorité en matière d'armoiries de la reine Élisabeth II au gouverneur général du Canada. L'Autorité héraldique du Canada est alors créée et placée auprès du secrétariat du gouverneur général : l'octroi d'armoiries devient un honneur conféré par la Couronne canadienne. Depuis, l'héraldique canadienne s'est enrichie de représentations inspirées de la faune et la flore du pays et de symboles tirées des cultures multiples présentes au Canada. Il y a égalité des sexes concernant le port d'armoiries.

## Caractéristiques

### Charges et partitions spécifiques
L'héraldique canadienne respecte l'héraldique européenne dans ses structures, couleurs (avec néanmoins l'ajout d'un "Bleu ciel") et figures habituelles, avec une tendance "logo" qui consiste à considérer le dessin "officiel" comme seul valable de représenter un blason donné.
Toutefois, comme le note l'ancien héraut d'armes Robert D. Watt, un effort particulier est fait pour intégrer des éléments de flore ou de faune, des allusions à des thèmes ou événements historiques ou même des structures patrimoniales typiquement canadiens. L'Autorité héraldique du Canada a également inventé de nouvelles figures héraldiques ou de nouvelles lignes de partition, tel l'érablé (analogue au tréflé) composée par des feuilles d'érable alternativement droites et renversées,.
Un autre élément distinctif est la place accordée aux symboles issues des Premières Nations, soit par l'octroi d'armes pour les bandes indiennes, soit par l'intégration de symboles dans d'autres armoiries.

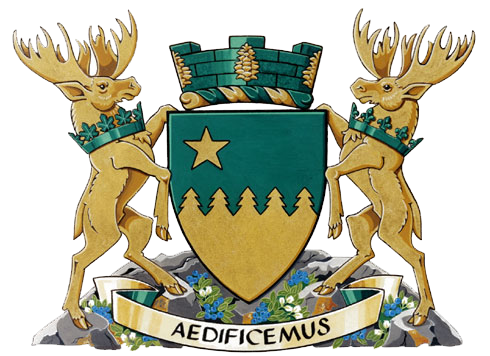
Les armes du Grand Sudbury ont comme supports des orignaux, animal typique du Canada.
L'écu de la Waterdown-East Flamborough Heritage Society rappelle la lucarne d’un chalet. Le grand héron et l'hybanthe sont typique de la région alors que les pointes de flèches rappellent la Première Nation Attawandaron.
Le cimier des armes de Windsor comporte un cerf qui tient un collier de wampum autochtone et une roue d'automobile, symbole de l'industrie de la ville.

Blason du Nunavut (1999).

La création des armoiries du Nunavut, territoire créé en 1999 dont la population est en majorité inuite, en est un exemple. L'Autorité héraldique a élaboré les armoiries en lien avec les communautés et artistes du territoire et elles incorporent sur un écu rond des éléments typiques de la culture inuite : l'inuksuk (monument de pierres), le qulliq (lampe) et un igloo.

### Brisures
L'héraldique canadienne utilise des brisures pour distinguer aînés et cadets. Le système retenu est le même qu'en héraldique anglaise mais, les armoiries au Canada se transmettant selon une primogéniture absolue, indépendamment du sexe de l'enfant, il existe une série de brisures pour les héritières.
Comme dans d'autres systèmes héraldiques, ces brisures ne sont pas universellement utilisées,.
|       | 1re/1er           | 2e              | 3e                                       | 4e                             | 5e                               | 6e              | 7e               | 8e                                                              | 9e                                               |
| ----- | ----------------- | --------------- | ---------------------------------------- | ------------------------------ | -------------------------------- | --------------- | ---------------- | --------------------------------------------------------------- | ------------------------------------------------ |
| Fille | Heart             | An ermine spot  | A snowflake                              | A fir twig as used in heraldry | A chess rook as used in heraldry | A scallop shell | An heraldic harp | An heraldic buckle                                              | An heraldic clarichord                           |
| Fille | Cœur              | Point d'hermine | Flocon de neige                          | Brindille de sapin             | Tour d'échecs                    | Coquille        | Harpe            | Boucle                                                          | Clarion                                          |
| Fils  | An heraldic label | A crescent      | An heraldic mullet (star of five points) | A martlet (bird)               | An heraldic annulet (ring)       | A fleur-de-lis  | An heraldic rose | A cross moline, an equilateral cross with split and curved ends | A double quatrefoil, an eight-lobed radial shape |
| Fils  | Lambel            | Croissant       | Étoile                                   | Merlette                       | Annelet                          | Fleur-de-lys    | Rose             | Croix ancrée                                                    | Double quatre-feuilles                           |

### Ornements extérieurs et augmentations d'armes
Certaines personnes, en raison des fonctions qu'elles occupent, ont droit à des supports à vie :
- le gouverneur général et les lieutenants-gouverneurs,
- le juge en chef,
- le premier ministre et les membres du Conseil privé,
- le chancelier d'armes et le vice-chancelier d'armes,
- le président de la Chambre des communes et le président du Sénat,
- les compagnons de l'ordre du Canada, commandeurs de l'Ordre du mérite militaire, de l'Ordre du mérite des corps policiers et de l'ordre royal de Victoria, les baillis ou dames grand-croix du très vénérable ordre de Saint-Jean.

Les sociétés et organismes qui se voient concéder des armoiries ont généralement droit à des supports également.
Les descendants de loyalistes ont le droit d'arborer des couronnes spécifiques sur leurs armoiries ; celles-ci peuvent figurer sur l'écu ou au cimier.
Les gouverneurs généraux arborent généralement une couronne royale dans leur blason. Les anciens Premiers ministres utilisent souvent une augmentation d'armes à quatre feuilles d'érable.

Couronne militaire de loyalistes.
Marque héraldique des Premiers ministres.
Blason de Brian Mulroney avec des couronnes loyalistes civiles et la marque des Premiers ministres.
Blason de John Turner avec la marque des Premiers ministres.
Blason Trudeau augmenté en tant que Premier ministre.